# Junín (provins)

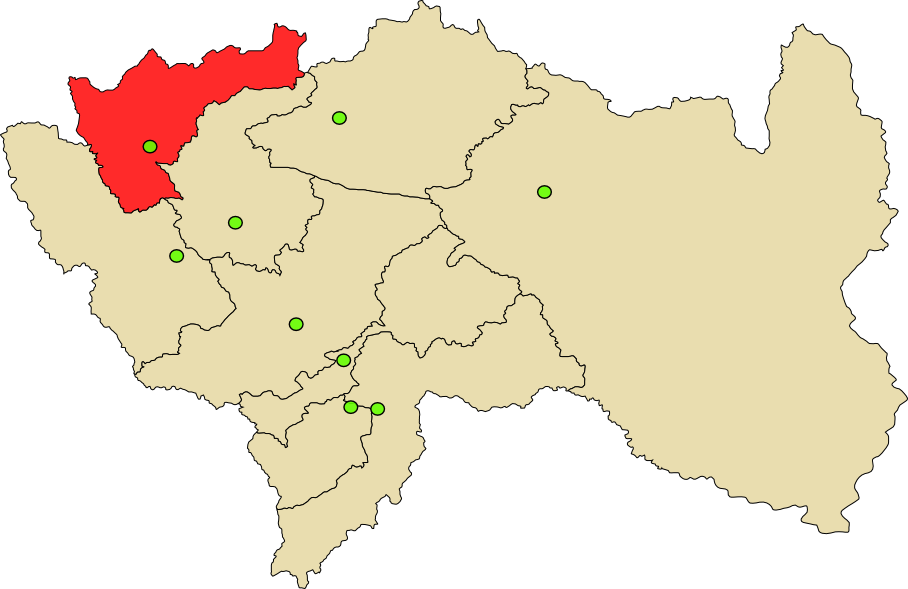
Karta över Junínprovinsen

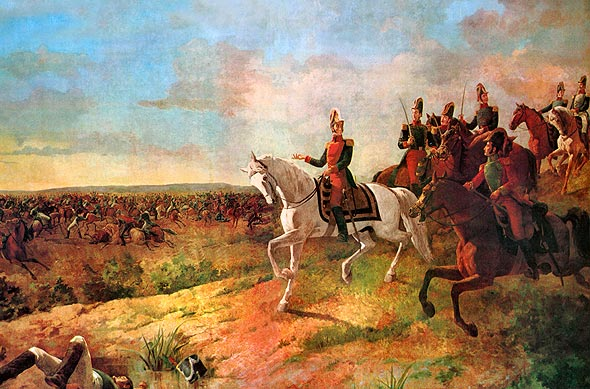
Slaget vid Junín, i Peru.

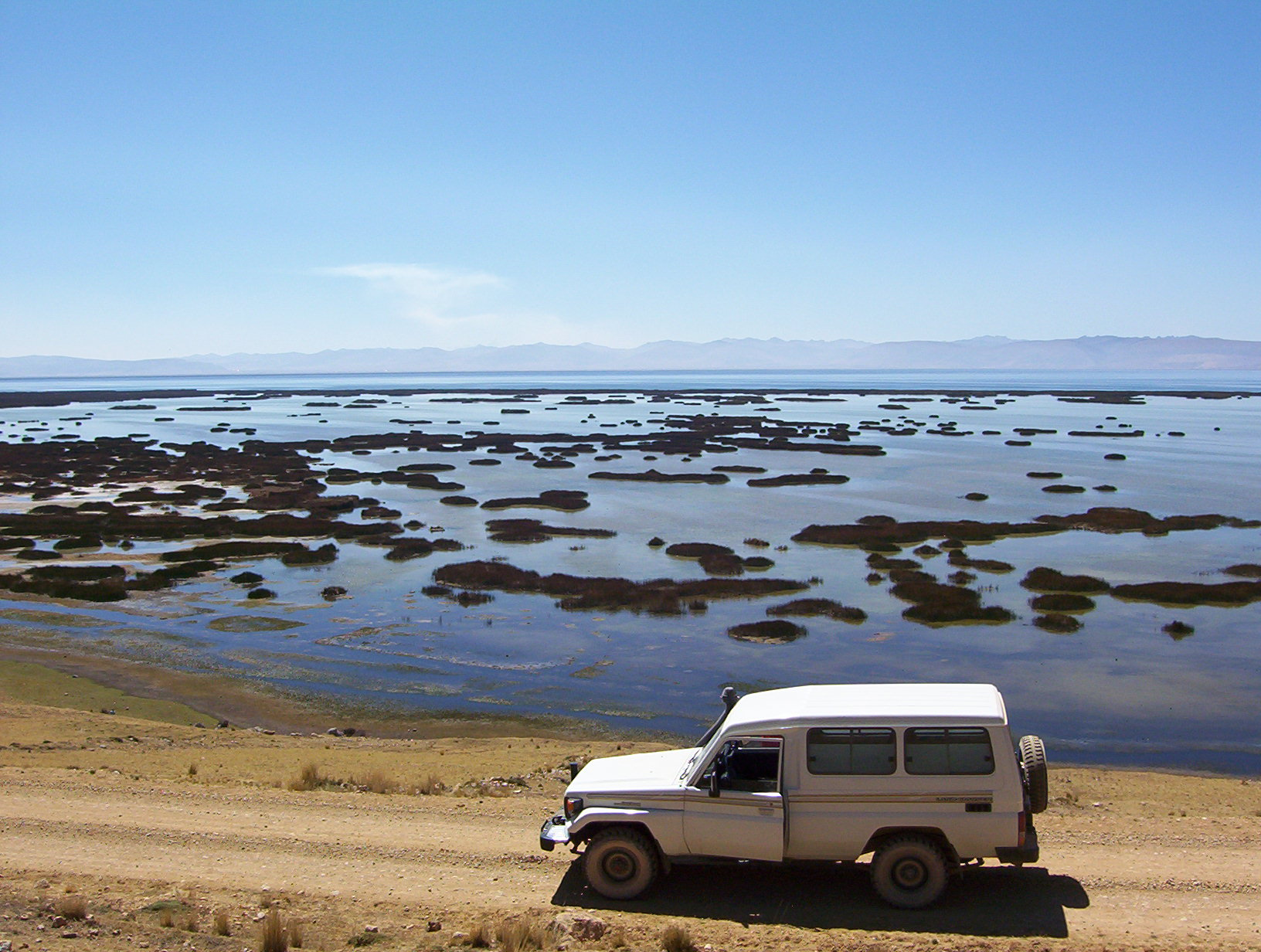
Junínsjön, Peru

Junín (spanska: Provincia de Junín) är en av nio provinser i Juníndepartementet i Peru. Befolkningen var 23133 invånare enligt folkräkningen år 2017, och ytan uppgick till 2 360,07 km².
Provinsen gränsar i norr till departementet Pasco, i öster och söder till Tarma, och i väster till Lima och Yauliprovinsen.

## Historia
I provinsen Junín stod det historiska slaget vid Junín, som var en av de sista sammandrabbningarna mellan royalisterna och de republikaner som slogs för ett oberoende Peru i kampen för självständighet. Striden ägde rum på Juninslätten i nuvarande provinsen Junín den 6 augusti 1824 och slutade med en seger för republikanerna, vilket stärkte moralen för befrielserörelsens trupper.

## Indelning
Provinsen Junín indelas i fyra distrikt. Distrikten och deras folkmängd enligt folkräkningen 2017 anges i nedanstående tabell.
- Junín i söder (10 976)
- Carhuamayo i norr (6 638)
- Ondores i väster (1 236)
- Ulcumayo i öster (4 283)

## Huvudort
Huvudort i provinsen är staden Junín.